# Cheyenne Frontier Days
 (avril 2022).
Si vous disposez d'ouvrages ou d'articles de référence ou si vous connaissez des sites web de qualité traitant du thème abordé ici, merci de compléter l'article en donnant les références utiles à sa vérifiabilité et en les liant à la section « Notes et références ».

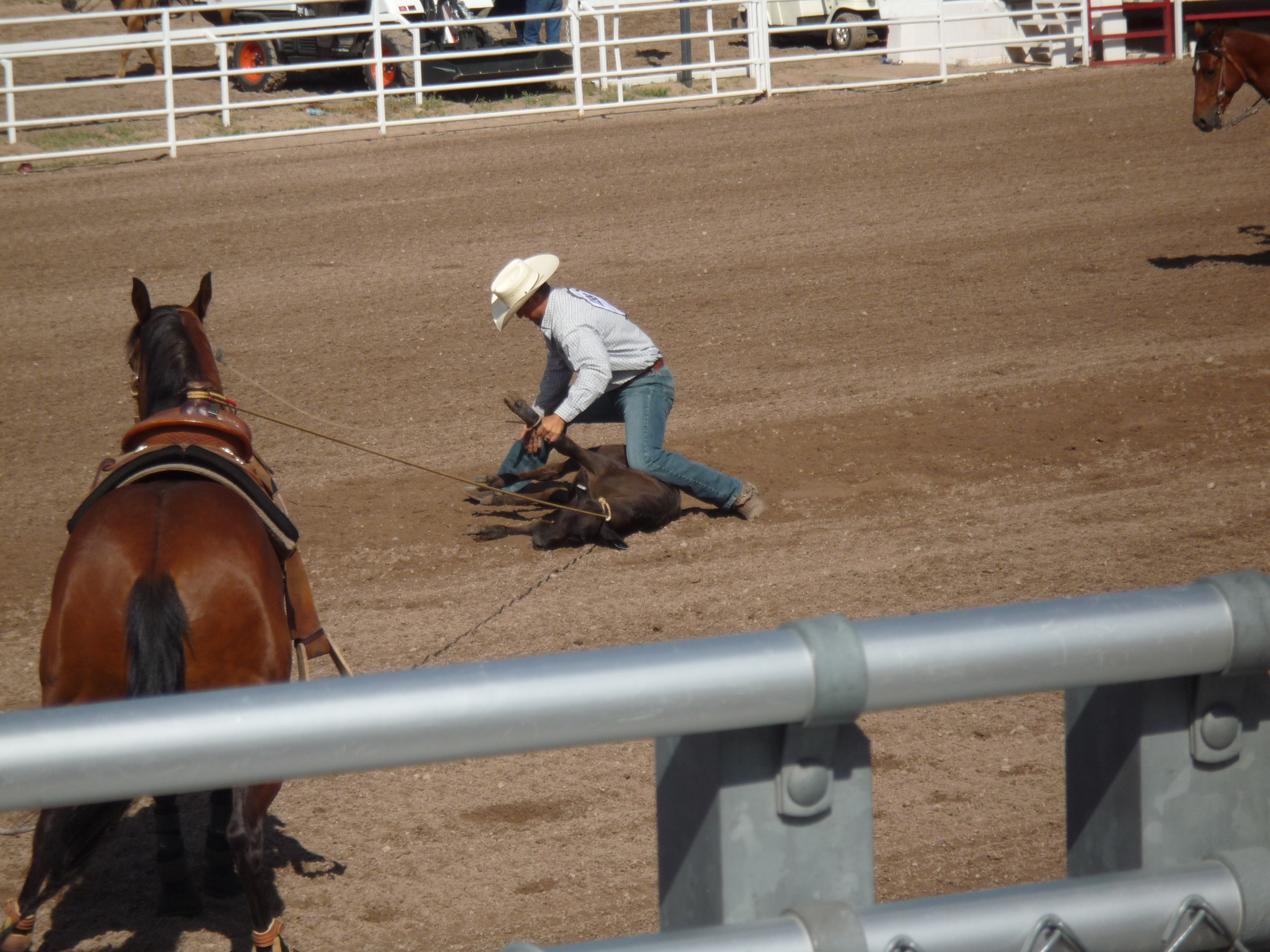
Cheyenne Frontier Days Tie-down roping rodeo slack taken in 2017.

Les Cheyenne Frontier Days sont un rodéo organisé, chaque année depuis 1897, à Cheyenne dans le Wyoming (États-Unis).   
Il prétend être l'un des plus grands rodéos en plein air et de la célébration de l'Ouest dans le monde. L'événement se déroule durant dix jours centrés autour de la dernière semaine complète du mois de juillet et attire environ 300 000 personnes dans la région chaque année[réf. nécessaire]. Les logements se remplissent rapidement durant la haute saison touristique à travers le sud et l'est du Wyoming et jusqu'au Colorado et au Nebraska.